# 韋恩 (伊利諾伊州)
韋恩（英語：Wayne）是位於美國伊利諾伊州杜佩奇縣和凱恩縣的一個村落。

## 地理
韋恩的座標為41°56′58″N 88°15′31″W / 41.94944°N 88.25861°W，而該地最高點為海拔高度226米（即741英尺）。

## 人口
根據2010年美國人口普查的數據，韋恩的面積為15.11平方千米，當中陸地面積為14.89平方千米，而水域面積為0.22平方千米。當地共有人口2431人，而人口密度為每平方千米160人。